# Sreemangal
Sreemangal (en bengali : শ্রীমঙ্গল) est une upazila du Bangladesh dans le district de Maulvi Bazar. En 1991, on y dénombrait 230 889 habitants.

## Histoire
Pendant la guerre de libération du Bangladesh, Hamidur Rahman y trouva la mort le 28 octobre 1971.